# 수요견인 인플레이션

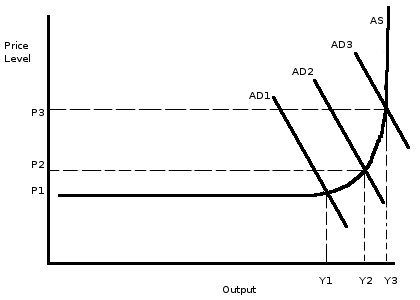

수요견인 인플레이션, 수요 인플레이션, 디맨드 풀 인플레이션(demand pull inflation)은 경기의 상승으로 말미암아 수요 상승 시 물가 상승이 이루어지는 인플레이션을 말한다.

## 개요
인플레이션이라 함은, 불환지폐의 증발에 의한 물가의 끊임없는 고등(高騰)을 의미하였다. 그 이론은 불환지폐의 증대, 기계적인 물가상승이라는 화폐수량설 그 자체이었다.  그런데 케인스의 유효수요의 이론 이래 고전적 인플레이션에 관해서 불환지폐의 증발 그 자체보다도 불환지폐의 발행에 의해 충당되는 재정지출 쪽에 인플레이션 요인이 있음이 강조되었다. 더욱이 종래와 같이 화폐의 증발 쪽에 기본적인 원인을 찾는 이론도 없는 것은 아니지만 그것들도 대부분 화폐의 증발 또는 이자율의 저락을 통해서, 또는 자금의 차입(借入)의 용이화(容易化)를 통하여 사적 기업의 투자를 증가시킴으로써 물가의 상승을 가져온다고 주장하는 것이다.  이와 같이 수지의 균형을 개의치 않는 재정지출이라든가 급격하게 확대된 투자활동이라는 것이 인플레이션의 원인으로 되어 있으나 이 두 가지는 다같이 유효수요를 구성하는 주요한 요소이다. 유효수요는 소비·재정·사적 투자·대해외잉여(對海外剩餘)의 네 가지에 의해 구성되는데 이 중의 어떤 것이 급격하게 증가하였을 때에 인플레이션이 발생한다고 하는 것이다. 그리고 이와 같은 인플레이션이 수요 인플레이션이라 불린다.
앞서 언급한 고전적인 불환지폐 인플레이션은 재정수요(財政需要) 인플레이션이며 또 하나는 투자수요(投資需要) 인플레이션이다.  고전적인 불환지폐 인플레에 관해서 수량설적 논리를 추구하면 일단 불환지폐의 증발이 있으면 그것이 아무리 적은 것이라 할지라도 곧바로 물가상승에 연결되는 것이나 수요 인플레이션의 이론에 따르면 사태는 그렇게 단순한 것은 아니다. 수요의 증대가 곧바로 수요 인플레를 야기시키는 것은 아니다. 수요의 증대가 초과수요(超過需要)를 야기할 때에 인플레이션이 시작되는 것이다.  그러면 초과수요란 무엇을 기준으로 초과라 하는가, 우선 생각할 수 있는 것은 화폐수요의 증대가 노동 또는 자본설비에 관해서 각각 완전고용 또는 완전이용의 수준을 넘는 실질적 수요를 의미할 때라 할 것이다. 그러나 완전고용 및 완전이용의 정의는 또 새로이 정의를 내릴 필요가 있게 될 것이다. 그래서 오히려 현실적으로 다음과 같은 기준을 생각하는 것이 현명하다. 즉 화폐의 수요가 증대하여 현재의 가격대로는 생산자원(生産資源)을 몹시 압박하게 될 때에는 초과수요가 있다고 하는 것이다. 물론 실제로는 모든 산업에 관해서 노동과 자본설비에 대해 동일하게 압박이 가해지는 일은 드물지만 전반적으로 보아 수요 초과적인 상태에 있는가의 여부는 실제상 판단할 수 있다고 본다.  수요 인플레의 대책은 물론 초과수요를 소멸시키는 것이다. 재정지출이 원인이 되어 있다면 그러한 지출을 중지하든가 또는 재정지출 이외의 수요를 그만큼 축소시키는 정책, 주로 증세에 의한 재정수입의 증가를 꾀하는 것이 필요하다. 사적 투자 붐을 억제치 않으면 안 될 경우에는 금융정책이 중요하다. 이는 정통적으로는 공정할인율의 인상이라는 형태를 취하나 현재로는 오히려 직접 자본공급을 양적으로 규제하는 공개시장조작이 실제로 유효한 방책이라 생각되고 있다.  그러나 기업의 투자활동이 극히 적극적이고 투자를 원인으로 하는 초과수요가 극히 심할 경우에는 한층 강력하고 확실한 은행대출의 직접통제가 행해지는 수가 있다. 이것은 사실상 투자의 직접통제이다. 그러므로 이와 같은 당국의 직접적인 개입을 피하고 또한 확실한 효과를 기대할 수 있는 인플레 대책이 요청되게 되는데 현재 서구 제국에 있어서 실현중에 있는 것이 소득세율의 정책적 변경이다. 이는 붐에 처하여 세금 공제 후의 가처분소득(可處分所得)을 끌어 내림으로써 소비지출의 감축을 도모하는 것이다.  동학적(動學的)으로 생각할 경우 수요 인플레는 실제의 경제성장이 그 경제에 잠재적으로 가능한 성장률을 초과하는 경향이 있을 때에 발현되는 것이므로 잠재적인 성장률을 높이는 것, 즉 기술혁신을 추진하는 것이 장기적 대책이 된다.

## 같이 보기
- 비용상승 인플레이션
- 수요충격